# نرگس دریایی
پانکراتیوم ماریتیموم (نام علمی: Pancratium maritimum) نام یک گونه از تیره نرگسیان (آماریلیداسه) است. در انگلیسی به نام نرگس دریایی نیز شناخته شده‌است. بومی هر دو طرف دریای مدیترانه و دریای سیاه بوده و پرتقال، مراکش، شرق ترکیه، سوریه، اسرائیل، بخشهایی از قفقاز مشاهده شده و جزء گیاهان در منشأ انقراض رده‌بندی شده‌است.